# Brovada
La brovada (brovade ou bruade en frioulan) est un produit agroalimentaire traditionnel italien de la cuisine frioulane, utilisé pour accompagner des viandes rôties ou bouillies, associées à du vin. Depuis 2011, elle est également reconnue comme Appellation d'origine protégée (AOP).
Elle s'obtient en coupant des navets à col violet macérés dans le marc de raisin en petites tranches (plus grosses que la choucroute) et en les faisant cuire longuement dans une marmite, avec de l'huile, du laurier, et souvent un morceau de porc (côte ou museau ou autre partie grasse du porc).

## Préparation
Le processus d'obtention des navets macérés dans le marc commence avec la fin de la vinification.
Le marc de raisin noir égoutté du vin est laissé dans un récipient à partir duquel le processus d'égouttage peut se poursuivre pendant plusieurs jours afin d'obtenir l'acidification du marc lui-même, également par les mouches du vinaigre. Le processus d'acidification peut être accéléré avec l'utilisation d'un pressoir vinicole ; une augmentation de l'acidité est obtenue en pressant le marc et en le laissant fermenter pressé pendant un ou deux jours. Une fois obtenu, le marc acide est mélangé aux déchets vinicoles, aux déchets récupérées de décantation et à de l'eau. À ce stade, il ne reste plus qu'à cueillir les navets, couper la partie verte et, à l'aide d'une serpe, faire une taille en forme de coupe sur la partie supérieure, obtenant un endroit à partir duquel le vinaigre entrera pendant la macération.
Les navets doivent être placés dans un récipient de type bac, en couches, avec la partie coupée vers le haut ; le marc est interposé entre chaque couche afin d'empêcher les navets de bouger. Un peu de sel marin est ajouté à chaque couche de marc. Une fois les couches terminées, le liquide acide est ajouté, qui doit atteindre le niveau de la dernière couche de marc afin d'éviter la formation de moisissures.
Dans les premiers jours de macération, le niveau du liquide doit être vérifié pour éviter qu'il ne se réduise et, si nécessaire, du vinaigre, de l'eau ou du vin sont ajoutés. Le processus de macération dépend de la température et peut varier d'un à deux mois, après quoi les navets sont conservés mais, avec l'arrivée du printemps et donc de la chaleur, ils commencent à dégénérer. Par conséquent, la brovada est généralement un plat d'hiver.
Les navets sont mis à fermenter au contact du marc, de préférence de raisins noirs, pendant environ un mois, après quoi ils sont extraits, épluchés et coupés.
La brovada est de couleur blanche, rose ou violette, le parfum est consistant ; la saveur est acide et forte.

## Utilisation
La brovada est utilisée pour accompagner ou garnir d'autres aliments, principalement des viandes. Typiquement, elle est combinée avec du musetto (muset), une saucisse typique du Frioul similaire au cotechino.

## Variante
La brovada carsolina tire son nom de sa sœur frioulane ; elle s'appelait à l'origine rava garba, c'est-à-dire « navet aigre ».